# Endangered Species Act
Endangered Species Act mer känt som ESA är den mest omfattande av alla dussintals amerikanska miljölagstiftningar utförda på 1970-talet. Det var utformade för att skydda kritiskt hotade arter från utrotning (extinktion) som en följd av ekonomisk tillväxt och utveckling, det vill säga icke dämpande av lämplig oro och olika naturtyper.